# Anyphaena simoni
Anyphaena simoni là một loài nhện trong họ Anyphaenidae.
Loài này thuộc chi Anyphaena. Anyphaena simoni được Lawrence Becker miêu tả năm 1878.